# Maria Knutson Wedel
Maria Knutson Wedel, född 1963, är en svensk fysiker som är biträdande professor i konstruktionsmaterial och rektor för Sveriges Lantbruksuniversitet sedan 2019.
2012-2019 var Maria Knutson Wedel vicerektor med ansvar för grundutbildning, pedagogik och utbildningens samverkan med skola och näringsliv på Chalmers tekniska högskola  i Göteborg. Hon arbetade med utbildningsfrågor under mer än tjugo år på Chalmers.
Hon blev civilingenjör i teknisk fysik 1988 och disputerade i fysik med avhandlingen The Microstructure of Metal Oxide Additive Silicon Nitride Ceramics år 1996.